# Compromising Positions
Pour plus de détails, voir Fiche technique et Distribution.
Compromising Positions est un film américain réalisé par Frank Perry et sorti en 1985.

## Synopsis
Lorsque le chirurgien dentiste Bruce Fleckstein est assassiné dans son cabinet de Long Island (État de New York), les habitantes du quartier se demandent qui a pu tuer ce don juan. Judith Singer, une ancienne journaliste, est interrogée par le Détective David Suarez, alors même qu'elle n'a rencontré le dentiste qu'une seule fois. Plus tard elle apprend que le docteur aurait pu être accusé d'avoir pris des photos compromettantes de ses patientes. Lorsqu'une amie de Judith, Mary Alice Mahoney, admet avoir eu une relation avec Fleckstein et lui avoir permis de prendre des photos intimes, Judith demande à son ancien employeur, News Day, de la réengager pour enquêter.

## Fiche technique
- Titre original : Compromising Positions
- Réalisation : Frank Perry
- Scénario : Susan Isaacs d'après son propre roman
- Direction artistique : Peter Larkin
- Décors : Victor Kempster (de)
- Costumes : Joseph G. Aulisi
- Photographie : Barry Sonnenfeld
- Son : Danny Michael
- Musique : Brad Fiedel
- Montage : Peter C. Frank (de)
- Production : Frank Perry
- Production associée : Patrick McCormick
- Production déléguée : Salah M. Hassanein
- Société de production : Blackhawk Enterprises, C.P. Films, Inc.
- Société de distribution : Paramount Pictures
- Pays d'origine :  États-Unis
- Langue originale : anglais
- Format : couleur — 35 mm — 2,35:1 (Panavision) — son mono
- Genre : film policier
- Durée : 99 minutes
- Date de sortie : 30 août 1985
- Lieux de tournage : East Hampton, Long Island, New York

## Distribution
- Susan Sarandon : Judith Singer
- Raúl Juliá : David Suarez
- Joe Mantegna : Dr. Fleckstein
- Mary Beth Hurt : Peg Tuccio
- Edward Herrmann : Bob Singer
- Judith Ivey : Nancy Miller
- Deborah Rush : Brenda Dunck
- Josh Mostel : Dicky Dunck
- Anne DeSalvo : Phyllis Fleckstein
- Joan Allen : Mary Alice Mahoney